# Eu Tenho Dois Amores
Eu Tenho Dois Amores foi um talk-show apresentado por Marco Paulo entre 1994 e 1995, transmitido pela RTP1.

## Sinopse
"Eu Tenho Dois Amores" é um talk-show de Marco Paulo, transmitido pela primeira vez em 1994 e preenchido totalmente com assuntos portugueses.
Dizia na altura Marco Paulo: "Vai ser um programa muito pessoal, em que procurarei levar as pessoas a descobrirem aspetos da minha carreira que ainda não foram revelados. Além disso irei inverter os papéis e passar de entrevistado a entrevistador".
Para além das entrevistas a pessoas ligadas sobretudo ao meio musical, o programa inclui também um "clube de fãs". As pessoas interessadas na figura e na carreira de Marco Paulo podiam escrever de todos os pontos do país para saber mais coisas acerca do cantor.
"Eu Tenho Dois Amores" é uma série de 91 programas, divididos em 7 temporadas. A autoria é de Thilo Krassman e a realização de Maria João Rocha.

## Convidados 1.ª série
- 1º programa - 03 de Abril de 1994 - Manuel Luís Goucha e Tonicha
- 2º programa - 10 de Abril de 1994 - Ivone Ferreira e Tó Leal
- 3º programa - 17 de Abril de 1994 - Artur Agostinho e Alexandra
- 4º programa - 24 de Abril de 1994 - Herman José e Nucha
- 5º programa - 01 de Maio de 1994 - Joaquim Letria e Adelaide Ferreira
- 6º programa - 08 de Maio de 1994 - Rosa Lobato Faria e Anabela
- 7º programa - 15 de Maio de 1994 - Ana Bola e Luís Filipe
- 8º programa - 22 de Maio de 1994 - Luís Pereira de Sousa e Dulce Pontes
- 9º programa - 29 de Maio de 1994 - Serenella Andrade e José Carvalho
- 10º programa - 12 de Junho de 1994 - Nicolau Breyner e Rita Guerra
- 11º programa - 19 de Junho de 1994 - Teresa Guilherme e Da Vinci
- 12º programa - 26 de Junho de 1994 - Dina Aguiar e Paco Bandeira
- 13º programa - 03 de Julho de 1994 - Carlos Cruz e Ciganos d'Ouro